# جزازة العشب

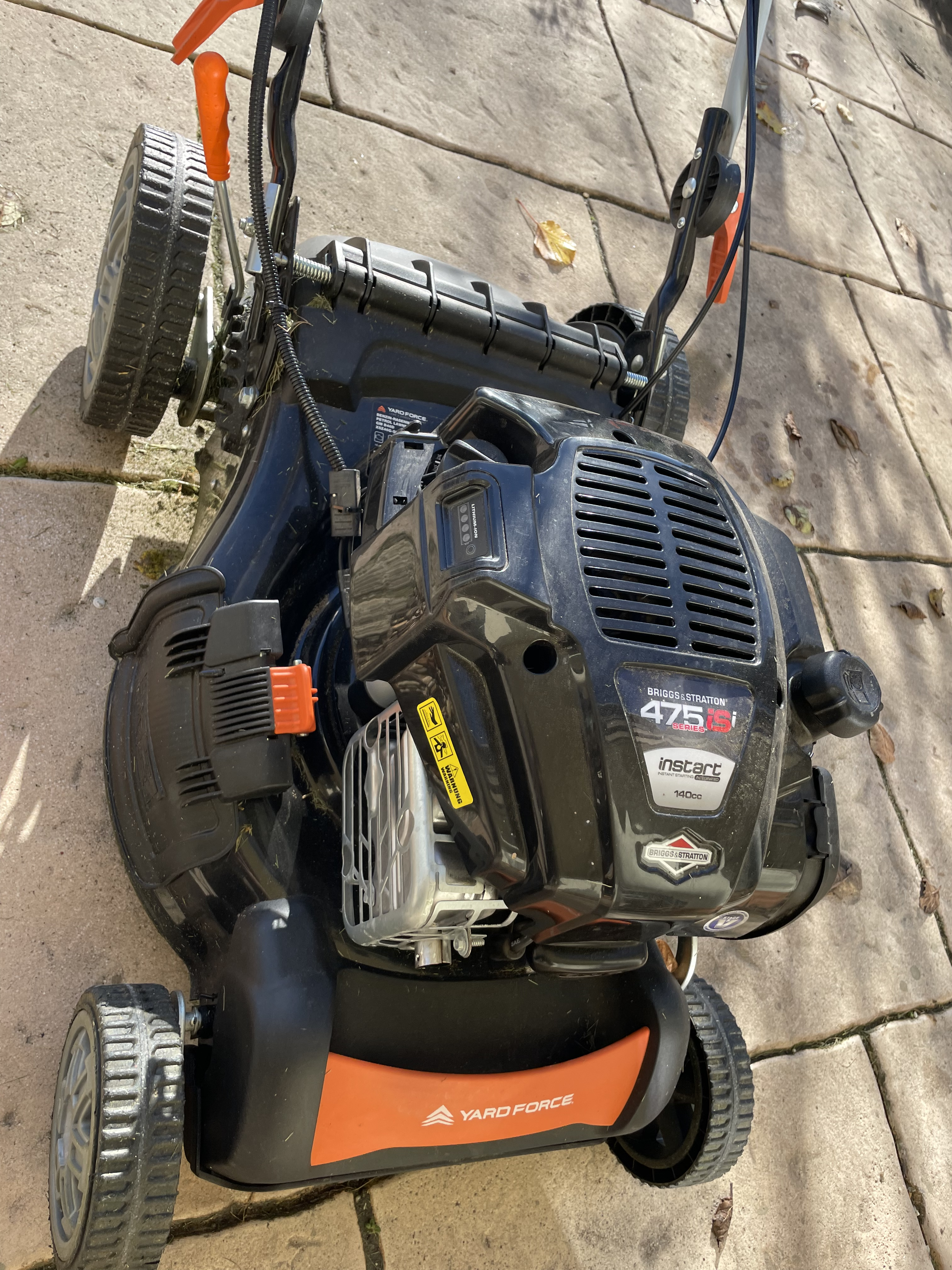
جزازة العشب

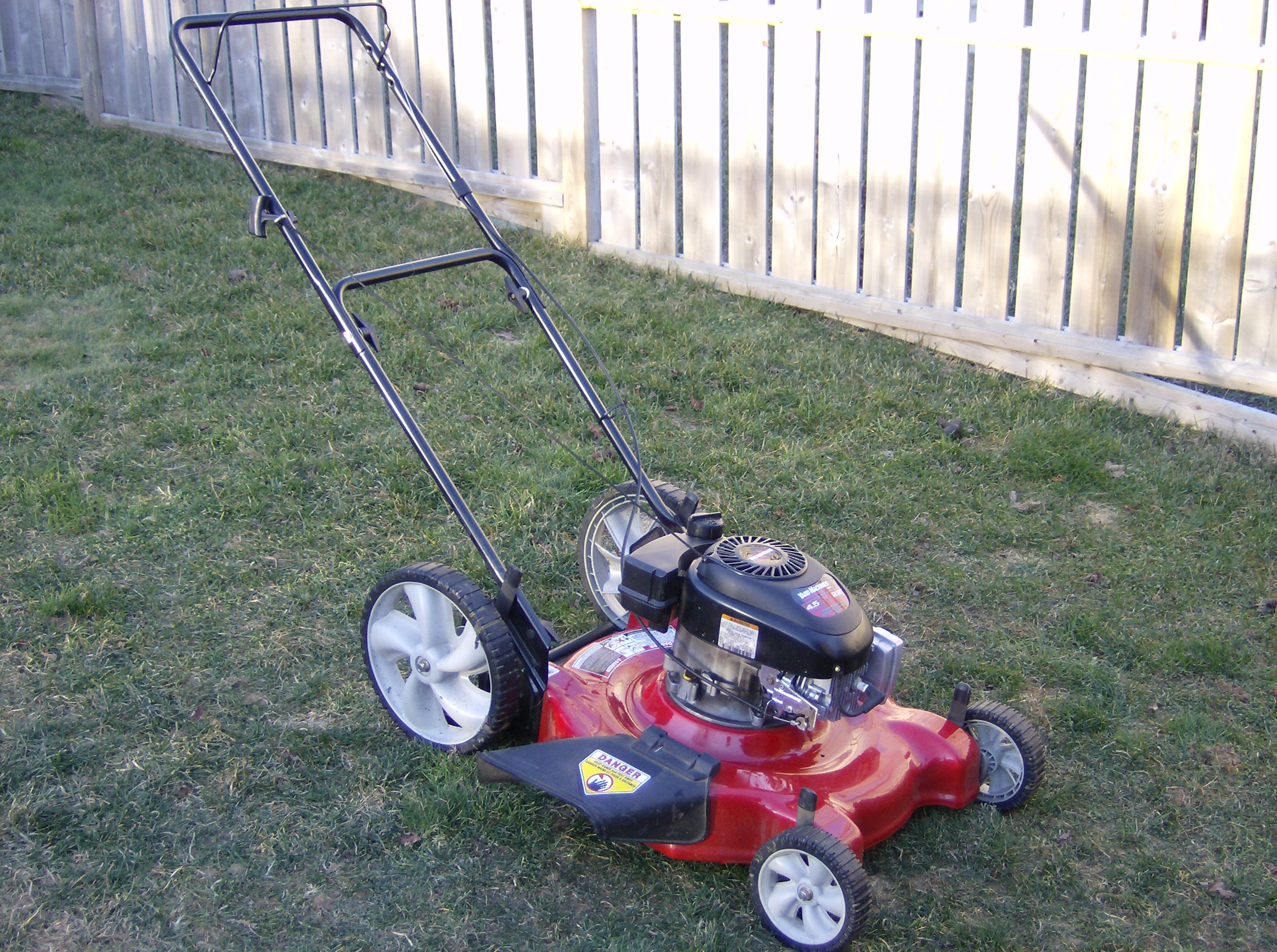
جزازة مدفوعة تقليدية حديثة تعمل بالبنزين.

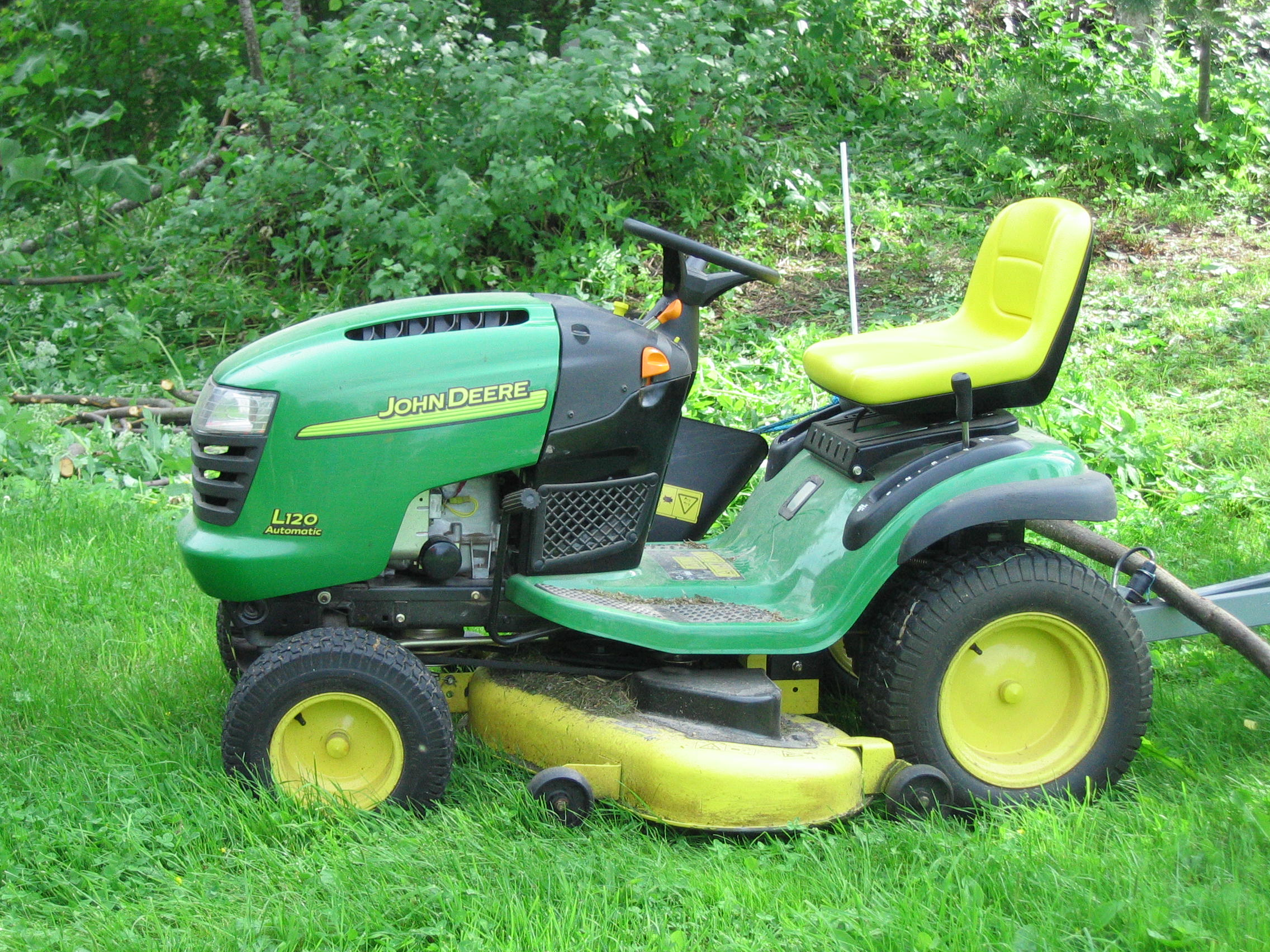
جزازة مركوبة أو جزازة عشب يتم ركوبها.

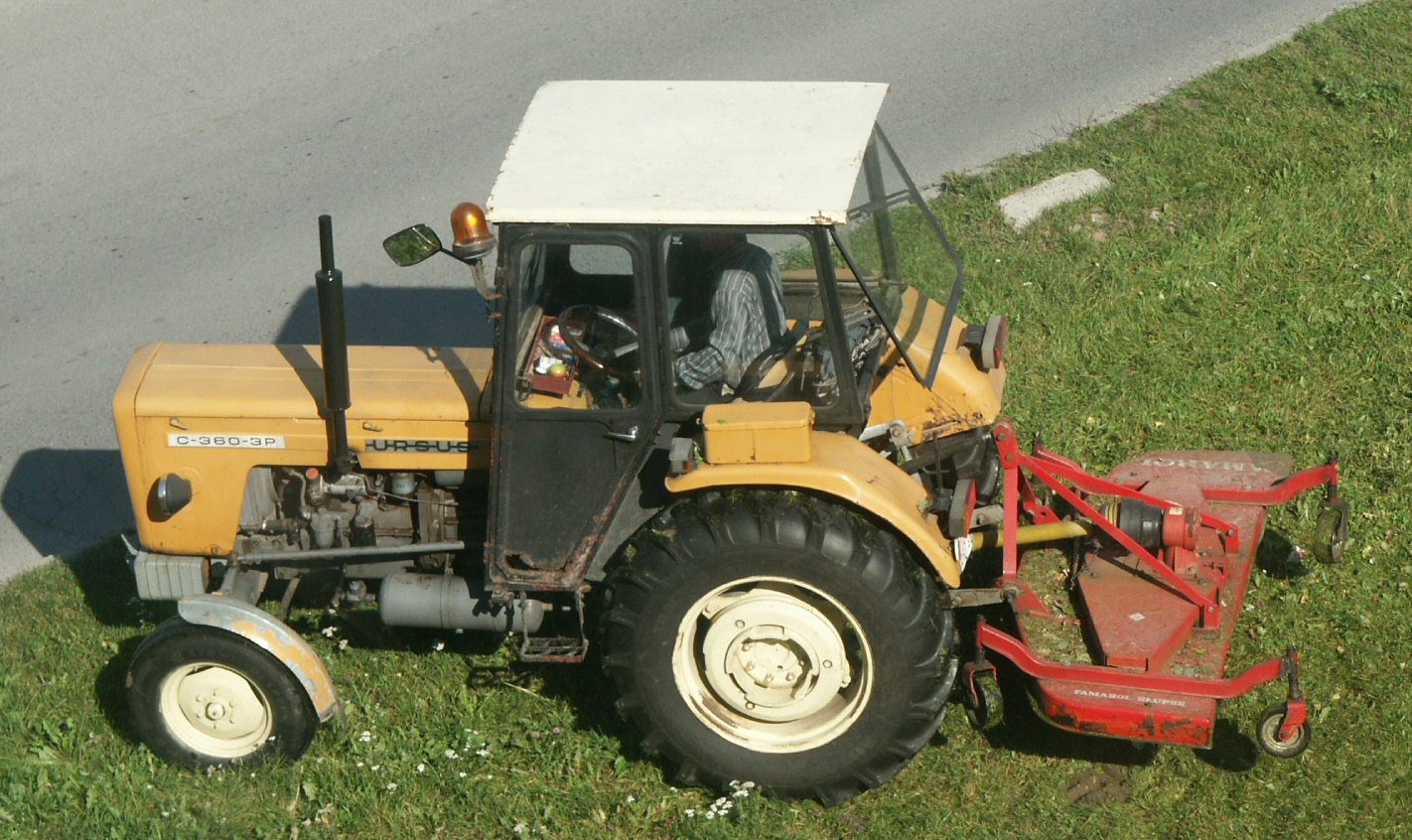
جزازة-يجرها جرار.

جَزَّازَة العُشْب (الجمع: جَزَّازَات العُشْب) هي آلة تستَخدم شفرة أو شفرات دوارة لقص العشب، وغالباً ماتستخدم في جز المروج الخضراء لتُصبح متساوية الطول.
وجزازات المروج التي تستخدم شفرة تدور حول محور عمودي تُعرف باسم الجزازاتالدوارة، بينما الجزازات التي تستخدم مجموعة شفرات تدور حول محور أفقي تُعرف باسم الجزازات الأسطوانية أو البكرية.
وتم عمل العديد من التصاميم، كل يتناسب مع غرض معين. وأصغر الأنواع، يدفعها إنسان، وتناسب المروج السكنية الصغيرة والحدائق المنزلية، بينما الجزازات الأكبر، المستقلة بذاتها، المركوبة تناسب المروج الكبيرة، وأكبرها، أطقم الجزازات التي تُجَر خلف جرار، المُصَمَمة للمساحات الكبيرة من العشب مثل: ملاعب الجولف والحدائق العامة.

## التاريخ

### الجزازات الاسطوانية
اخترع إدوين بودينج (Edwin Budding) أول جزازة عشبٍ عام 1872 في ثراب، خارج ستراود، في غلوسترشير. وصُمِمَت جزازة بودينج بالدرجةَ الأولى لقص المروج في الملاعب الرياضية والحدائق الواسعة، كبديلٍ فائق على المنجل، ومُنحت براءة اختراع بريطانية في 31 أغسطس لعام 1830. واستغرق الأمر عشر سنوات أخرى والمزيد من الابتكارات لإنشاء آلة يمكنها أن تعمل بواسطة الحيوانات، وستين عامًا قبل أن يتم تشييد جزازة عشب بخارية. وأول آلة اُنتجت كانت بعرض 19 بوصة وبإطارٍ مصنوع من الحديد المشغول. وكانت تُدفَع الجزازة من الخلف بالقوة المحركة القادمة من الأسطوانة الأرضية التي كانت تقود التروس لنقل الحركة إلى السكاكين الموجودة على أسطوانة القطع، وكانت النسبة 16:1. وكانت هناك أسطوانة أخرى موضوعة بين تروس القطع والأسطوانة الأرضية التي كانت قابلة للتعديل لتغيير طول القص. وعند القص، تُلقى قصاصات العشب إلى الأمام في صينية تشبه الصندوق. ومع ذلك، سُرعان ما أُدرَكت الحاجة لمقبض إضافي في مقدمة الآلة، الذي كان من الممكن أن يساعد في شدها. واثنين من أقدم آلات بودينج المباعة، انتقلت إلى منتزه حدائق حيوانات ريجينت في لندن وكليات أوكسفورد. وفي اتفاق بين جون فيرابي (John Ferrabee) وإيدوين بودينج بتاريخ 18 مايو لعام 1830، دفع فيرابي تكاليف عملية التطوير، ورسائل براءات الاختراع، وحصل على حقوق التصنيع، والبيع، ورُخص غيرها من الشركات المُصنعة لجزازات المروج.
وكانت تُصنع كل تلك الآلات البدائية من الحديد الزهر، وتَضَمَنت بكرة خلفية كبيرة بإسطوانة قص (بكرة) في الأمام. وكانت عجلات حديد الزهر تقوم بنقل الطاقة من البكرة الخلفية لأسطوانة القص. وعامةً، كانت كل تلك الآلات شبيهة بالجزازات الحديثة.
وبدون براءة إختراع، كان بودينج وفيرابي أذكياء كفاية، فسمحوا للشركات الأخرى ببناء نُسَخ من جزازتهم برخصة، وأفضل هذه الشركات كانت رانسومس ايبسويتش التي بدأت بصناعة الجزازات في وقتٍ مبكر يعود لعام 1832.
وفي نصف العقد، قدم توماس جرين (Thomas Green) وابن ليدز (Son of Leeds) جزازة اسمها سيلنس ميسور (بمعني القصاصة الصامتة)، والتي كانت تستخدم سلسلة لنقل الطاقة من البكرة الخلفية للأسطوانة القاصة. وكانت تلك الآلات أخف وأكثر هدوءًا من الآلات السابقة لها التي يقودها تروس، مع العلم بأنهم كانوا أغلى قليلاً.

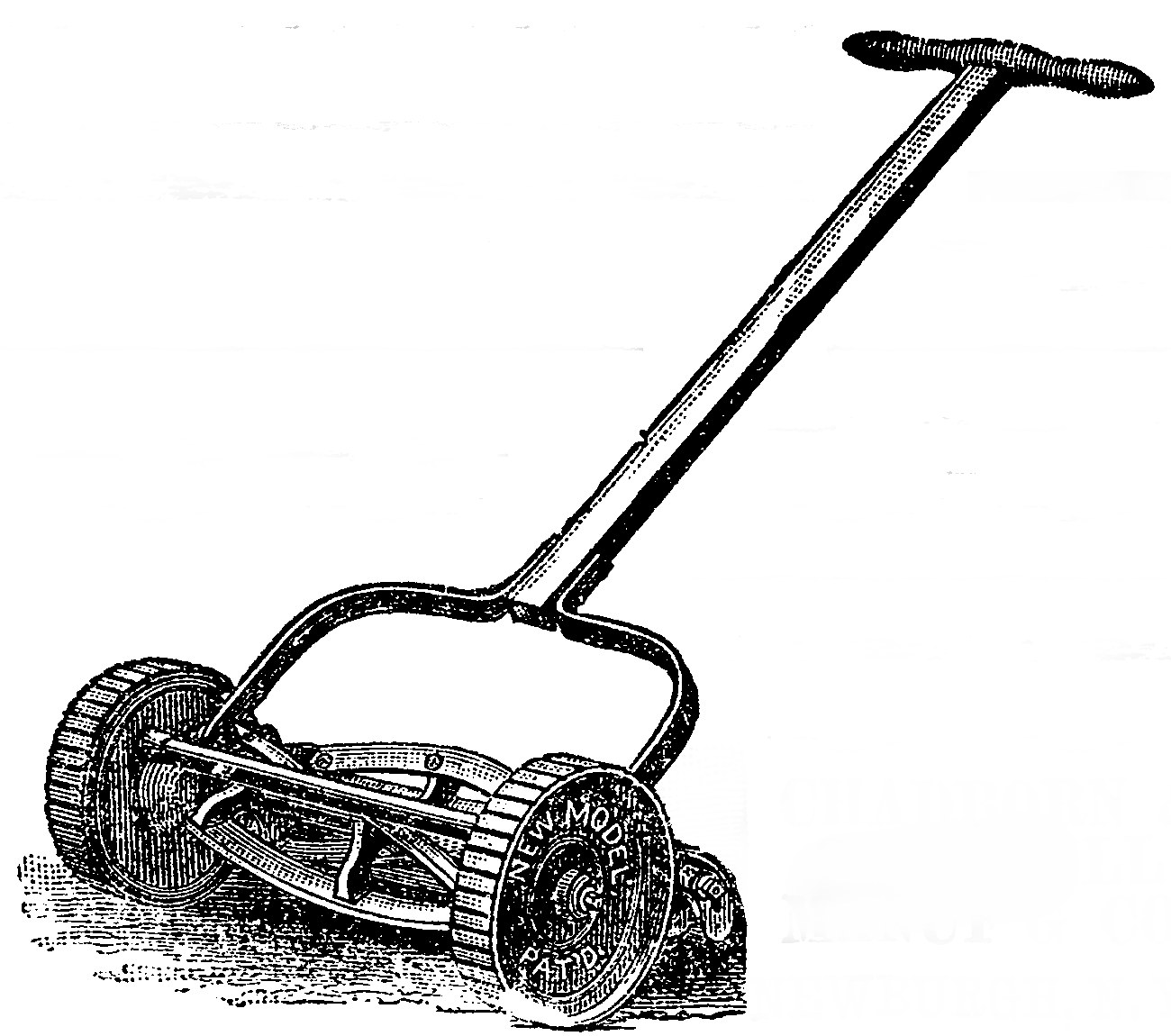
الجزازت الأسطوانية (بكرة) من عام 1888 تُبَين شفرة قص ثابتة في مقدمة البكرة الخلفية وشفرات دوارة تقودها عجلة

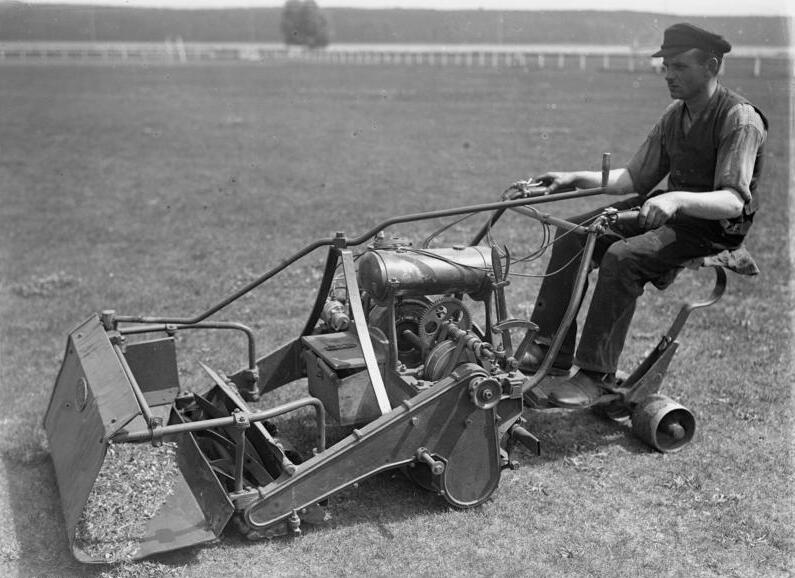
جزازة مروج تجارية قَيد الاستخدام في أبريل عام 1930 في برلين.

وقَدم توماس جرين أول جزازة يقودها سلسلة في عام 1859. وبدأ تصنيع جزازات المروج في الستينات من القرن التاسع عشر. وبحلول عام 1862، كانت شركة فيرابي تُصنع ثمانية طرز بأحجامٍ مختلفة للبكرات. وقام بتصنيع أكثر من 5,000 آلة حتى توقف الإنتاج عام 1863. ومُنِحَت أول براءة إختراع أمريكية لجزازة مروج ببكرة لأمريا هيلز (Amariah Hills) في 12 من يناير 1868. . وفي عام 1870، صمم إلوود ماجواير (Elwood McGuire) من ريتشموند، إنديانا جزازة مروج يدفَعُها إنسان، وكانت خفيفة الوزن للغاية، وأصبحت ناجحة على المستوى التجاري. وحصل جون بور (John Burr)، الأمريكي من أصل إفريقي، على براءة إختراع لجزازة مروج بشفراتٍ دوارة مُحَسَنة في عام 1899، مع موضع آخر للعجلات من أجل أداءٍ أفضل. واستمرت أمريا هيلز حتى أسست شركة أرخميد سيى لجزازت العشب في عام 1871. ونحو عام 1900، كانت واحدةً من أفضل الآلات الإنجليزية هي آلة رانسومس (Ransomes) الذاتية التشغيل، المتوفرة بطرزٍ تعمل بسلسلةٍ أو بتروس. وأنتجت شركة جي بي الهندسية في ليستر، والتي تأسست بعد الحرب العالمية الأولى، تشكيلة مشهورة من الجزازات العاملة بسلاسل. وخلال هذا الوقت، كان يمكن لمُشَغِل أن يركَب خلف حيوانات تَجر الآلات الضخمة. وكانت هذه أول جزازات مركوبة. وفي عام 1902، أنتجت رانسومس أول جزازة متوفرة تجاريًا، تعمل بطاقة محرك احتراق داخلي يعمل بالبنزين. وفي الولايات المتحدة، صُنِعَت أول جزازات عشبية تعمل بالبنزين في عام 1919 على يد العقيد إدوين جورج (Colonel Edwin George).
وساعد الارتفاع في شعبية رياضات المروج بمطالبات سرعة انتشار الاختراع. وأصبحت جزازات المروج بديل أكثر كفاءة للـمنجل والحيوانات العشبية المستأنسة. وحصل جايمس سمر (James Sumner) من لانكشير على براءة اختراع لجزازة المروج العاملة بـبالبخار في عام 1893. وكانت آلة تعمل بحرق البنزين و/أو البارافين (الكيروسين) كوقود. وكانت هذه الآلات ثقيلة وتحتاج إلى ساعاتٍ عدة لتصل للضغط التشغيلي اللازم. وبعد الكثير من التطورات، كانت تُباع الآلات من قِبَل شركة سكوت للأسمدة والمبيدات ومقرها في مانشستر، وتولى سمنر المبيعات لاحقًا. وكان اسم شركتهم شركة ليلاند للمحركات البخارية. ودخل العديد من المُصَنِعين المجال بالجزازات المركوبة التي تعمل بالبنزين بعد مطلع القرن. وكانت صناديق العشب الأولى عبارة عن صوانٍ مُسَطحة، ولكنها أخذت شكلها الحالي في الستينيات من القرن التاسع عشر. وتغيرت جزازات المروج ذات البكرة قليلاً منذ الثلاثينيات. وكانت تُبنَى أطقم الجزازات، ذات المجموعات المتعددة، في الولايات المتحدة في عام 1919 على يد سيد يُسمى ورثينجتون (Worthington). واستحوذت على شَرِكته شركة جايكوبسون، ولكن اسمه مازال موضوعًا على إطارات أطقم الجزازات لديهم.

## شركة أتكو المحدودة (Ltd)، وأول جزازة بمحرك
في العشرينيات، كانت اتكو واحدة من أكثر الشركات الحديثة نجاحًا، والتي كانت في ذلك الوقت لها اسم تجاري مملوك لشركة تشارلز اتش بيو المحدودة (Charles H Pugh Ltd). وكانت جزازة اتكو التي تعمل بمحرك، والتي أُطلقت عام 1921 قد لاقت نجاحًا فوريًا. صُنِعت 900 وحدة فقط من آلات القص ذات الاثنان وعشرين بوصة في عام 1921، كل بتكلفة 75 جنيه إسترليني. وفي غضون خمس سنوات، تسارع الإنتاج السنوي ليصبح عشرات الآلاف. وانخفضت الأسعار وإتيحت مجموعة من الأحجام، جاعلة من جزازة ستاندارد (Standard) أول جزازة عشب بمحرك يتم إنتاجها بتوسع.

### الجزازات الدوارة
لم يتم تطوير الجزازات الدوارة حتى أصبحت المحركات صغيرة، وقوية كفاية لتشغيل الشفرات على سرعةٍ عالية. وقام العديد من الناس بالتجارب على الشفرات الدوارة في أواخر العشرينيات وأوائل الثلاثينيات، وقامت شركة باور سبشياليستس المحدودة (Power Specialties Ltd) بإنتاج جزازة دوارة تعمل بالبنزين. وقامت شركة كت كويك باستبدال شفرات «المنشار الدوار» بشفرةٍ ذات حَدين وسطح قاطعة، مما حول «المنشار الدوار» إلى أول جزازة أمامية دوارة. ومن الشركات المُنتِجة للجزازات الدوارة كانت شركة فيكتا الأسترالية، بدأت عام 1952: وكانت هذه الجزازات أخف وأسهل في الاستخدام من الجزازات السابقة لها. وكانت جزازات فيكتا الأولى تُصَنع في مورتليك (سيدني) على يد الساكن المحلي ميرفين فيكتور ريتشاردسون (Mervyn Victor Richardson). الذي قام بتصنيع أول جزازة من الخردة في مرأبه، وانتقل بعد ذلك لسقيفة خلف كنيسة القديسة ماري في إنجلترا، حيث صُنعت جزازت فيكتا الأولى، وعُرِضَت للبيع في 20 سبتمبر 1952. وتم تأسيس الشركة الجديدة، جزازات مروج فيكتا الخاصة المحدودة (Pty Ltd)، في 13 فبراير 1953. وكان الاستثمار ناجحًا لدرجة أنه بحلول عام 1958 انتقلت الشركة لموقعٍ أكبر بكثير في شارع باراماتا، كونكورد ثم إلى ميلبيرا بعد ذلك. وتتضمن مجموعة متحف أستراليا الوطني اثنين من جزازات فيكتا، من عام 1958 وعام 1968على التوالي. وتُعتبر جزازة فيكتا من العلامات الأسترالية، وظهرت بشكلٍ جماعي في افتتاح دورة الألعاب الأولمبية في سيدني عام 2000.

## أنواع جزازات المروج

### من حيث الدوران

#### جزازات أسطوانية أو بكرية
للجزازة الأسطوانية شفرة قطع ثابتة، وأفقية عند الارتفاع المناسب للقص. فوق هذه الشفرة توجد بكرة سريعة الدوران من الشفرات تقوم بدفع العشب أمام قضيب القطع. وتُشَكل كل شفرة في أسطوانة الشفرات لولبًا حول محور البكرة، وتصف مجموعة الشفرات الدوارة الأسطوانة.
ومن بين كل الجزازات، تقوم الجزازة الأسطوانية المُعَدلة بشكلٍ صحيح بقص العشب يشكل أدق، مما يسمح للعشب بالتعافي بشكلٍ أسرع. وتكون قصة الجزازة الأسطوانية المُعدَلة بشكلٍ صحيح مستقيمة ومحددة، كما لو كانت قُصَت بزوجٍ من المقصّات. وتساعد هذه القصة النظيفة على نموٍ العشب بشكل أكثر صحة، وكثافة، ومرونة، كما يكون أكثر مقاومة للآفات، والحشائش والطفيليات. وليس من المرجح أن يؤدي العشب المقصوص بجزازة أسطوانية إلى تلوين أصفر، أو أبيض، أو بني الأمر الذي ينتج من تمزيق أوراق النبات. وبينما تشبه عملية القص قصات المقصات، فإنه ليس من الضروري أن تلامس شفرات الأسطوانة الدوارة قضيب القص الأفقي لتقوم بالقص. ويمكن الحصول على قصة نظيفة، إذا كانت المسافة بين الشفرات أقل من كثافة العشب. مع العلم بأنه إذا كانت المسافة أكبر، فسوف يفلت العشب.
وهناك العديد من الأنواع المختلفة من الجزازات الأسطوانية. الجزازات المدفوعة (موضحة) لا يوجد لها محرك وعادةً ما تُستَخدم على المناطق العشبية الصغيرة حيث تكون حرية الوصول محدودة، وحيث يكون التلوث الضوضائي غير محبب، وتلوث الهواء غير مرغوب فيه. وحين تُدفع الجزازة، تقوم العجلات بتشغيل التروس التي تقوم بتدوير البكرة. وعرض القصات النموذجية تكون بين 10 إلى 16 بوصة (410 مـم). ونتج عن التطورات في المواد والهندسة جزازات خفيفة للغاية وسهلة الاستعمال والمناورة مقارنةً بأسلافها، بينما لا تزال تقدم مميزات قص الجزازات الكبيرة الاحترافية. كما تمثل الفوائد «الخضراء» المهمة في كل من التلوث الضوضائي والبصري أيضًا نقطة بيع قوية، الأمر الذي تضعه العديد من حدائق الحيوان الدولية، ومحميات الحيوان، والمجموعات الفندقية الحصرية في الاعتبار.
وتُستَخدم آلية الجزازة المدفوعة في أطقم الجزازات المقطورة خلف جرار. وتُرتب الجزازات الفردية في طاقم على شكل حرف "V" خلف الجرار، بحيث يتداخل مسار كل جزازة مع مسار الجزازة الموضوعة أمامها. وتُستَخدم أطقم الجزازات على المساحات الواسعة من العشب مثل الملاعب الرياضية أو المتنزهات.
ويمكن إضافة محرك بنزين أو موتور كهربائي لجزازة أسطوانية لتشغيل الأسطوانة، أو العجلات، أو البكرة، أو أي مزيج منهم. والنظام المعتاد في الآلات التي تعمل بالطاقة الكهربائية للمروج السكنية يكون بأن يُشَغِل المحرك الأسطوانة بينما يَدفع المُشَغِل بالجزازة. ويمكن أن تكون الطرز الكهربائية سلكية أو لاسلكية. بينما في الآلات التي تعمل بالبنزين، فإن المحرك يُشَغِل الأسطوانة والبكرة الخلفية. ولبعض الأنواع ثلاثة شفرات فقط على بكرةٍ سريعة الدوران، وتَقدِر تلك الطرز على قص العشب الذي نما طويلاً فأصبح غير قابل للقص بالجزازات المدفوعة الاعتيادية. وهناك نوع من الجزازات البكرية، الذي أصبح غير مستعمل الآن، كان نسخة عاملة بالطاقة من الجزازة جانبية العجلات المدفوعة، والتي كانت تُستخدم على المروج السكنية. حيث كان هناك محرك احتراق داخلي فوق هيكل البكرة يُشَغِل العجلات، عادةً من خلال حزام سير. وتقوم العجلات بدورها بتشغيل البكرة، كما في الجزازة المدفوعة.
تُستَخدم جزازات جرينز للقص الدقيق لمربعات الجولف الخضراء، وتحتوي على أسطوانة مصنوعة من ثمان شفرات على الأقل، ولكن عادةً تكون عشر شفرات. وللآلة بكرة قبل وبعد أسطوانة القص، مما ينعم العشب المقصوص حديثًا ويقلل من أثار العجلات. وبسبب الوزن، يقوم المحرك بدفع الجزازة أيضًا. وتُستخدم أحيانًا البدائل الأصغر والأخف من الجزازة الدوارة للبقع الصغيرة من المروج التزيينية حول أحواض الزهور، وتكون بدون محرك.
ويتم إنتاج جزازات بكرية مركوبة كذلك. وعادة ما تكون بكرات القص أمام العجلات الأساسية للمركبة، ليكون من الممكن قص العشب قبل أن تقوم العجلات بسحقه في الأرض. وغالبًا ما تكون البكرات هيدروليكية الطاقة.

##### الأجزاء الرئيسية في الجزازات الأسطوانية أو البكرية
1. بكرة أو أسطوانة الشفرات – تتكون من العديد (ما بين 3 إلى 7) من الشفرات الحلزونية الموصولة بمحور دوار. وتدور الشفرات، في حركة قص شبيهة بحركة المقصات.
2. حجرة السكين - وهو آلية القص الثابتة للجزازة الأسطوانية/البكرية. وهي شفرة أفقية ثابتة محملة على إطار الجزازة.
3. إطار الجسم – الإطار البنيوي الرئيسي للجزازة، الذي يُركَب عليه الأجزاء الأخرى للجزازة.
4. آلية الدفع

- العجلات - تساعد على دفع الجزازة للعمل. عادة، يكون للجزازات البكرية عجلتان.
- مقبض الدفع – «مصدر الطاقة» للجزازة البكرية اليدوية. وهو مقبض متين على شكل حرف "T" موصول بالإطار، والعجلات، وحجرة الشفرات.
- المحرك - مصدر الطاقة للجزازة البكرية العاملة بالبنزين أو الكهرباء.

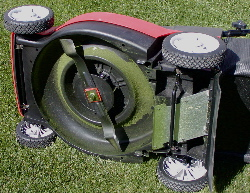
جزازة دوارة (معروضة من أسفلها)، بشفرة منشارية تدور حول المركز.

#### الجزازات الدوارة
تدور الجزازة الدوارة حول محورٍ عمودي، وتدور الشفرات بسرعةٍ عالية معتمدةً على الاصطدام لقص العشب. مما يؤدي إلى قص أكثر خشونة وتمزق العشب وتهشمه، ينتج عنه تغيير في لون أطراف أوراق العشب عند موت الجزء الممزق. وينتشر هذا لا سيما إذا كانت الشفرات مسدودة أو غير حادة. وتحتاج أغلب الجزازات الدوارة إلى أن تُضبَط أعلى قليلاً من مثيلاتها الأسطوانية لتجنب سلخ واقتلاع المروج غير المستوية قليلاً، مع العلم بأن بعض الجزازات الدوارة الحديثة مدعمة ببكرة خلفية لتعطي قَصًا أكثر تقليمًا. وستميل تلك الآلات أيضًا إلى القص أقصر (13 مم) من جزازة دوارة تقليدية.

##### الأجزاء الرئيسية في الجزازة البكرية
1. هيكل السطح القاطع - مكان الشفرات ونظام دفع الجزازة. ويكون مُشَّكلاً لطرد قصاصات العشب بكفاءة من الجزازة.
2. نظام تركيب الشفرات والدفع – عادةً ما تكون شفرة الجزازة الدوارة مُركَبة مباشرةً على العمود المرفقي لمحركها، ولكن من الممكن أن تُدفع بمحرك هيدروليكي أو نظام حزام سير ببكرة.
3. شفرة الجزازة – عادةً ما يكون للجزازة الدوارة شفرة واحدة تدور أفقيًا. وتتضمن الشفرة حواف منحنية قليلاً لتوليد تدفق هواء مستمر مع دوران الشفرة، مما ينتج عنه حركة ماصة ومُمَزقة.
4. المحرك – قد يكون محرك يعمل بالبنزين أو الكهرباء.
5. العجلات – عادةً ما تتضمن الجزازات الدوارة مجموعة من أربع عجلات: عجلتان أماميتان وعجلتان خلفيتان.

### من حيث مصدر الطاقة

#### البنزين
تعمل معظم الجزازات الدوارة المدفوعة بـمحرك احتراق داخلي. وعادةً ما تكون تلك المحركات محركات رباعية الأشواط (مع العلم بأن عدد من الطرز القديمة كانت تستخدم محركاتثنائية الأشواط)، وتعمل بـالبنزين أو وقود سائل آخر. وعادةً ما يكون لمحركات الاحتراق الداخلي المستخدمة في الجزازات أسطوانة واحدة. وتتراوح القوة في ما بين حصانين وسبعة أحصنة (من 1.5 إلى 6.75 كليوواط). وعادةً ما تكون المحركات ممزوجة وتتطلب فتلة سحب يدوية لتبدأ العمل، مع العلم بأن بعض الطرز توفر مفتاح تشغيل كهربائي. ولبعض الجزازات مفتاح صمام خانق على المقود الذي يمكن للمشغل من خلاله أن يعدل سرعة المحرك. وللجزازات الأخرى سرعة محرك ثابتة، مسبقة الضبط. وللجزازات العاملة بالبنزين أفضلية على الجزازات العاملة بالكهرباء من حيث عظم القوة وبعد النطاق. وينتج عن هذه الجزازات تلوثًا بسبب الاحتراق في المحرك، وتتطلب محركاتها صيانة دورية مثل التنظيف أو تبديل شمعة الاحتراق وفلتر الهواء، وتغيير زيت المحرك.

#### الكهرباء

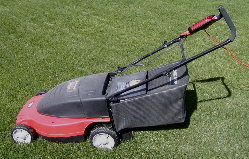
جزازة مروج دوارة سلكية، بملتقط أعشاب خلفي (لاحظ السلك الأحمر المتصل بالمقود).

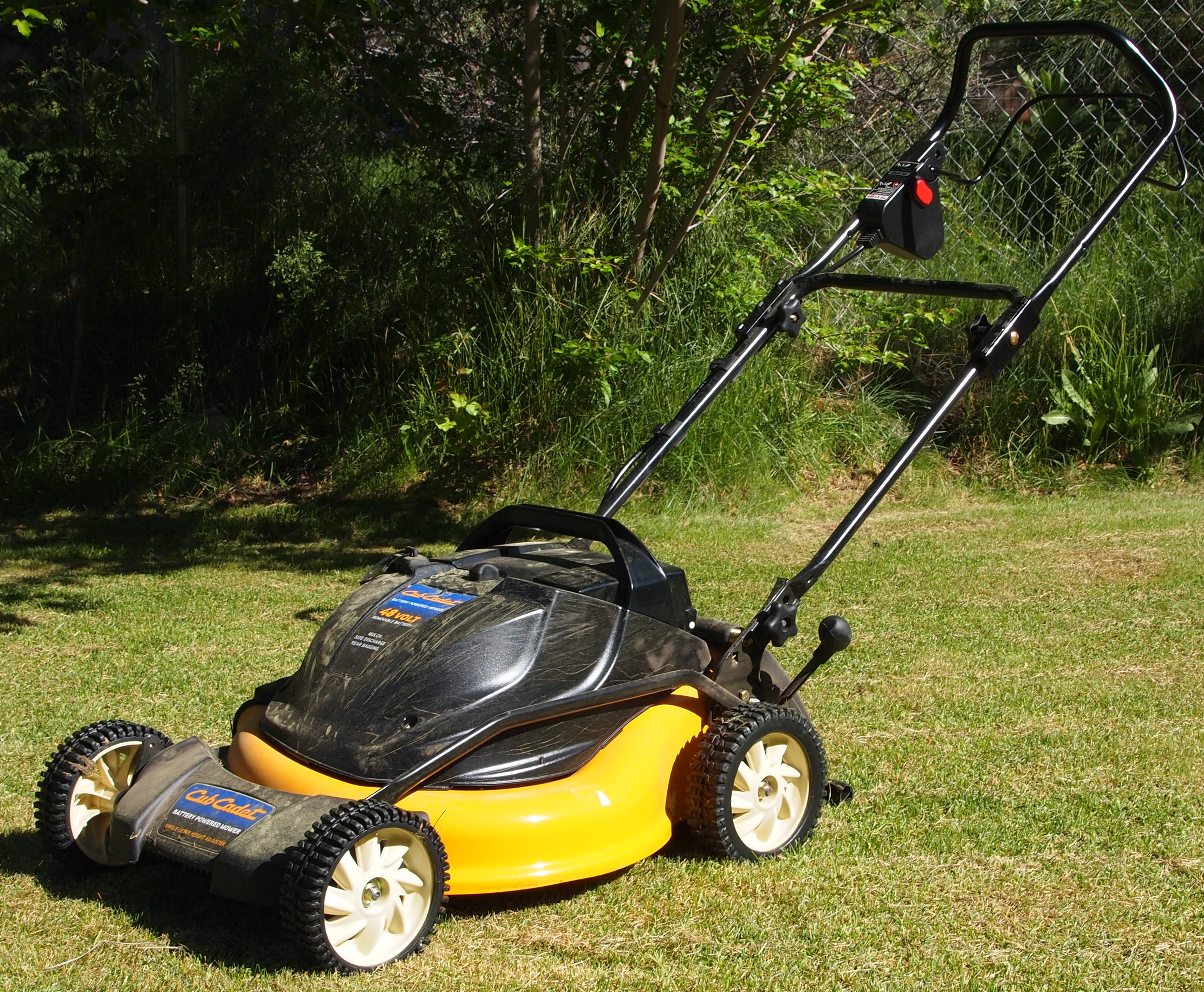
جزازة مروج دوارة لاسلكية وقابلة لإعادة الشحن، على نظام النشارة، البطاريات القابلة للإزالة موجودة فوق العجلات الخلفية.

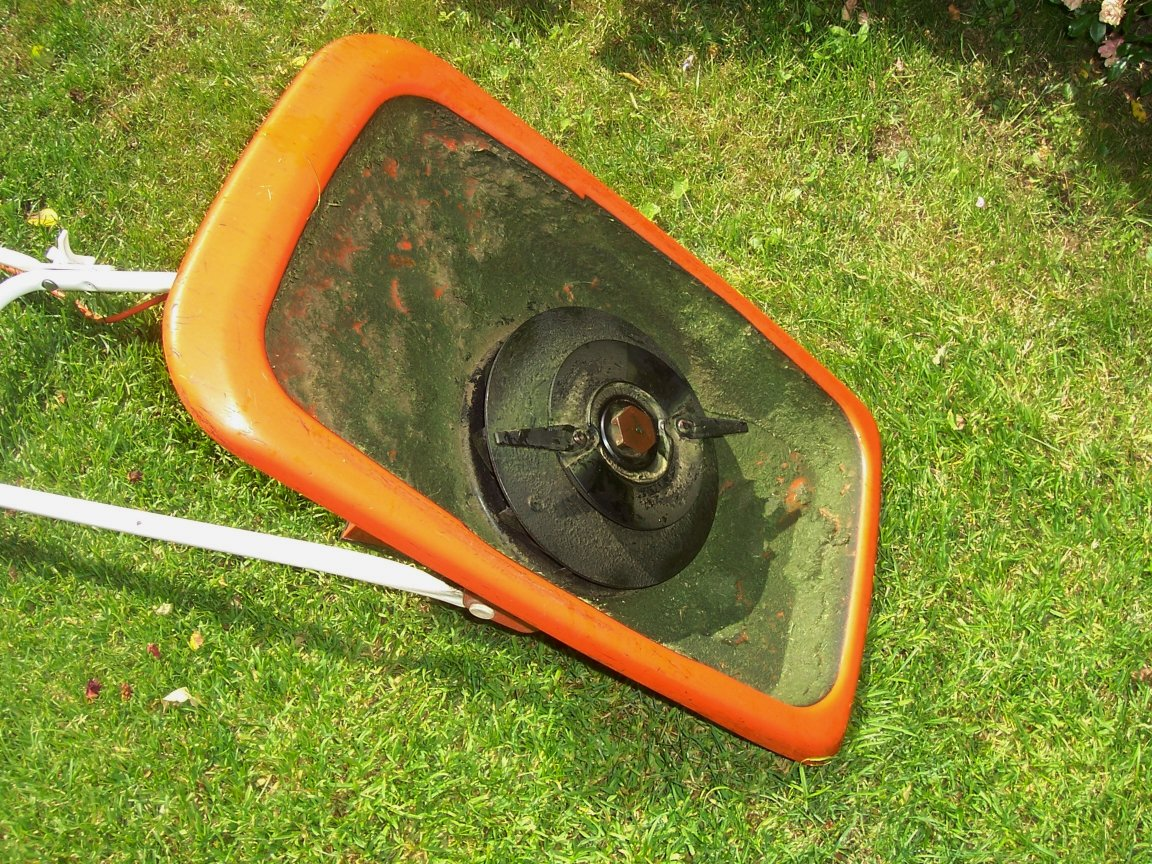
جزازة حوامة (منظر من الأسفل).

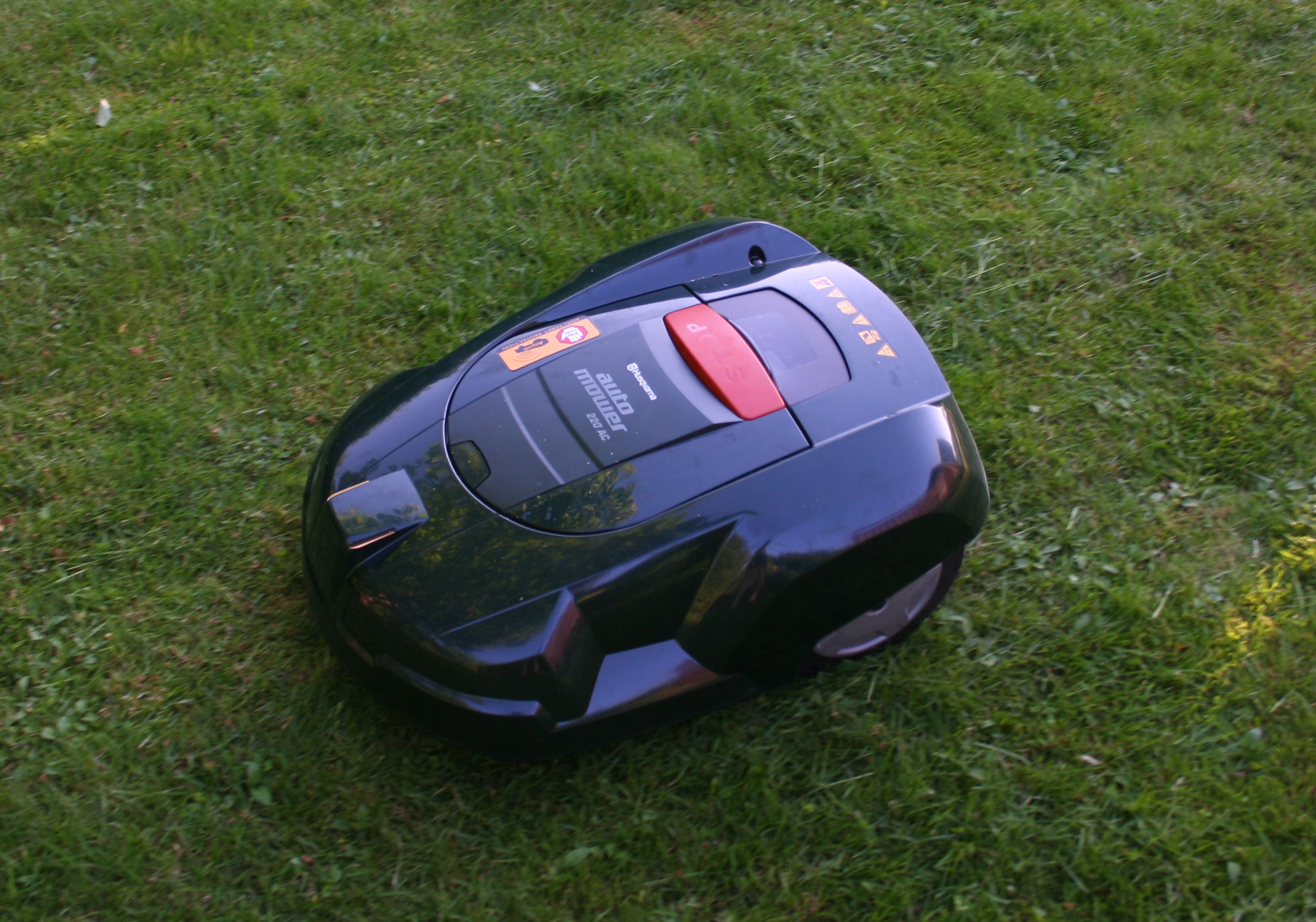
جزازة آلية

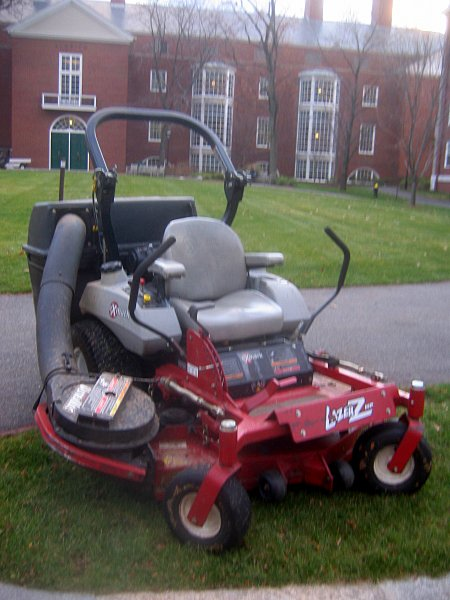
جزازة تدور في محلها

تنقسم الجزازات الكهربائية إلى الطرز كهربائية سلكية ولاسلكية. وكلاهما هادئ نسبيًا، وعادة ما يصدر عنها نسبة ضوضاء أقل من 75 ديسيبل، بينما الجزازة العاملة بالبنزين قد ينتج عنها نسبة ضوضاء بمعدل 95 ديسيبل أو أكثر.

##### الكهربائية السلكية
الجزازات الكهربائية محدودة النطاق بسلكها التابع، الذي قد يحد من استخدامها على المروج التي تمتد لأكثر من 100-150 قدم (30–45 متر) من أقرب منفذ طاقة متاح. وهناك الخطر الإضافي بأن تقص فوق السلك بدون قصد، مما يعطل الجزازة، وقد يعرض ذلك المستخدمين لخطر الإصابة بـصدمة كهربائية خطيرة. وقد يقلل تركيب جهاز بقايا التيار (قاطع التيار في حالة الخلل الأرضي (GFCI)) على المنفذ من خطر الصدمة. في سوق الولايات المتحدة اعتبارًا من صيف 2008، تُكَلِف جزازة عشب كهربائية سلكية من مُصَنِع مشهور ما يقارب من ثمن أرخص الجزازات العاملة بمحرك إحتراق داخلي (150–200 دولار أمريكي)، مع اعتمادية أعلى بكثير، وتكلفة ملكية أقل بكثير، وبصمة كربونية أقل بكثير.

##### الكهربائية اللاسلكية
تعمل الجزازات الكهربائية اللاسلكية بعددٍ متفاوت (غالبًا من 1 إلى 4) من بطاريات 12 فولت القابلة لإعادة للشحن. وعادة ما يؤدي استخدام بطاريات أكثر إلى توفير وقت تشغيل أكبر و/أو طاقة أكبر. يمكن أن تكون البطاريات في الأجزاء الداخلية أو الخارجية من جزازة المروج. إذا كانت في الخارج، يمكن أن تُستَبدَل البطاريات الفارغة ببطارياتٍ مشحونة. للجزازات اللاسلكية قدرة الجزازة العاملة بالبنزين على المناورة والصداقة البيئية للجزازة الكهربائية السلكية، ولكنها أغلى وتتوفر في طرز أقل (خاصة ذاتية الدفع) من أيهما. قد يُحيد التخلص من البطاريات البالية من المزايا البيئية، وتميل محركات الجزازات اللاسلكية إلى أن تكون أقل قوة من محركات البنزين ذات الوزن الكلي نفسه (بما في ذلك، البطاريات).

### الأنواع المميزة الأخرى
الجزازات الحوامة هي جزازات دوارة مدفوعة تستخدم دَافِع فوق الشفرات الدوارة لِدَفع الهواء لأعلى، مما ينتج عنه وسادة هوائية ترفع الجزازة عن الأرض. ويمكن للمشغل حينها أن يُحَرِك الجزازة وهي تطفو فوق العشب. والجزازات الحوامة خفيفة بالضرورة لتُوفير الوسادة الهوائية، وعادة ما يكون لها هياكل بلاستيكية بمحرك كهربائي. ومع ذلك فالجانب السلبي الأكثر أهمية، هو صعوبة الاستخدام في الطرق الوعرة أو على أطراف المروج، حيث تختفي الوسادة الهوائية الرافعة بسبب الفروق الواسعة بين الهيكل والأرض. وتُصنع الجزازات الحوامة للعمل على المنحدرات الحادة، والواجهات المائية، ومناطق الأعشاب المرتفعة، لذلك يتم استخدامها عادة في ملاعب الجولف ومن قبل مصممي المساحات الخضراء التجاريين. وغالبًا ما تكون مجموعة العشب متوفرة، ولكن قد تكون سيئة في بعض الطرز. ويمكن أن تكون نوعية القص رديئة إذا تم دفع العشب بعيدًا عن الشفرة بسبب الوسادة الهوائية.
الجزازة الآلية يحتويها سلك حدودي حول المرج، محددًا المنطقة المطلوب قصها. ويستخدم الإنسان الآلي هذا السلك لتحديد حدود المنطقة المطلوب تقليمها، وفي بعض الحالات لتحديد موقع منصة إعادة الشحن. وللجزازات الآلية القدرة على المحافظة على 5 آكر (20,000 م2) من العشب. وجزازات المروج الآلية متطورة على نحوٍ متزايد، وعادة ما تكون ذاتية الإرساء وتحتوي على أجهزة استشعار الأمطار، مزيلة التفاعل البشري اللازم لقص العشب تقريبًا. ويمكن استخدام أكثر من جزازة آلية لقص مساحات أكبر.
الجزازات المركوبة (الولايات المتحدة وكندا) أو الجزازت التي تُركب (المملكة المتحدة وكندا) بديل شائع للاستخدام في المروج الكبيرة. ويتم توفير كرسي وعناصر تحكم للمُشغل الذي يركب فعليًا على الجزازة. والغالبية تستخدم نظام شفرات دوارة أفقي، مع العلم بأنه غالبًا ما يكون متعدد الشفرات.
وجرار المروج شكل شائع للجزازة المركوبة. وعادة ما يتم تصميمه بطريقةٍ شبيهة بـالجرارات الزراعية، حيث يُرَكَب السطح القاطع وسط المركبة بين المحورين الأمامي والخلفي.
وتتوافر عدة فئات لمحركات هذه الجزازات. وجهاز نقل الحركة الأكثر شيوعًا للجرارات هو ناقل الحركة اليدوي. أما ثاني نوع لجهاز نقل الحركة شيوعًا هو شكل من أشكال ناقل حركة مستمر التغير يسمى ناقل الحركة الهيدروستاتيكي. وتأخذ نواقل الحركة هذه العديد من الأشكال، من مضخات تقود محركات منفصلة، والتي قد تتضمن نقلات محدودة، إلى وحدات متكاملة تحتوي على مضخة، ومحرك، ونقلات محدودة. وناقل الحركة الهيدروستاتيكي أغلى من ناقل الحركة الميكانيكي، ولكنه أسهل في الاستخدام ويمكنه نقل عزم أكبر للعجلات مقارنة بناقل الحركة الميكانيكي التقليدي. وأقل نوع شيوعًا، وأغلاهم، هو الكهربائي.
كان هناك العديد من المحاولات لاستبدال ناقل الحركة الهيدروستاتيكي ببديل أقل كلفة، ولكن لهذه المحاولات، التي تتضمن أنواعًا مختلفة من أحزمة السيور (على سبيل المثال: محرك شركة الأدوات والصبغات الحديثة (MTD) الأوتوماتيكي) والملفات الحلقية، مشاكل في الأداء والمفهوم التي تسببت في قِصَر عُمرها في السوق، أو حَدّت من دخولها للسوق.
وعادةً يمكن تركيب أجهزة أخرى على الجزازات المركوبة، مثل قلابات التربة/المحاريث، وجرافات الثلوج، وكاسحات الجليد، ومكانس الساحة، وأحيانًا يُركب حتى دلاء أمامية أو أسنان شوكة الرفع.
وعادةً ما يُصنع سطح الجزازة الدوارة من الصلب. ويتم استخدام الصلب الأخف وزنًا في الطرز الأرخص، والصلب الأثقل في الطرز الأغلى بغية توفير الصلابة. وتتضمن مواد السطح الأخرى الألومنيوم، المضاد للصدأ الذي يعتبر عنصرًا أساسيًا للجزازات الأغلى، والبلاستيك المُركَب، المضاد للصدأ وأخف وأقل ثمنًا من الألومنيوم. وعادةً ما يكون للجزازات الكهربائية سطح بلاستيكي.
ويكون للجزازات المركوبة فتحة في جانب أو مؤخرة الهيكل حيث يخرج منها العشب المقصوص. ولبعضها ملحق لتجميع العشب عند الفتحة لجمع قصاصات العشب.
وتتوافر شفرات نشارة خاصة للجزازات الدوارة. وصُمِمَت الشفرة للحفاظ على دوران القصاصات تحت الجزازة حتى تُقَطَع قطعًا صغيرة. وللتصاميم الأخرى شفرات مزدوجة لنشر القصاصات لقطع صغيرة. ولهذه الخاصية أفضلية التخلي عن العمل الإضافي في تجميع والتخلص من قصاصات العشب، بينما تَحِد من هدر المرجة عن طريق إنتاج سماد عضوي موافق للمرجة، متخلية عن التكلفة الإضافية لشراء السماد.
يُسَوق مصنعي الجزازات لها على أنها جانبية التفريغ، 2 في 1، بمعنى مُجَمِعة وناشِرة أو جانبية التفريغ وناشِرة، أو 3 في 1، بمعنى مُجمعة وناشرة وجانبية التفريغ. ومعظم جزازات 2 في 1 المُجَمِعة والناشرة تتطلب ملحقًا مستقلاً لتفريغ العشب على المرج. ويبيع أيضًا بعض مصنعي الجزازات جانبية التفريغ «صفائح نشارة» مستقلة التي تغطي الفتحة الجانبية للجزازة، وبمزجها مع الشفرات المناسبة، ستقوم بتحويل الجزازة إلى جزازة نشارة. وتكون هذه التحويلات غير عملية حين تُقارن بجزازات 2 في 1 أو 3 في 1 التي يمكن تحويلها أثناء العمل في غضون ثوان. وهناك نوعان من الجزازات المُجمعة. جزازة بحقيبة خلفية، والتي تحتوي على فتحة في مؤخرة الجزازة يتم من خلالها طرد العشب في الحقيبة. ولجزازات عشب هاي-فاك (Hi-vac) ممر يمتد من الفتحة الجانبية للحقيبة. وهاي-فاك (Hi-vac) هي أيضًا مجموعة من الأعشاب تُستخدم في بعض جزازات المروج المركوبة وجرارت المروج، وتكون ملائمة للعمل في الأحوال الجافة، ولكنها أقل ملاءمة للاستخدام مع العشب الطويل الرطب الكثيف، لأنه يسدها فقط. ولم تُصمَم الجزازت النشارة أو المُجمعة للعمل مع العشب الطويل أو الحشائش الغليظة. وفي بعض الجزازات المركوبة، يتم إسقاط العشب المقصوص على الأرض ليتم جمعه بعد ذلك من قِبَل مجموعة من الشعيرات الدوارة، التي تسمح بتجميع حتى الأعشاب الطويلة والرطبة.
تأتي الجزازات الدوارة ذات محركات الاحتراق الداخلي في ثلاث مجموعات سعرية. فتُستخدم الجزازات ذات الأسعار المنخفضة تكنولوجيا أقدم، ومُحرِكات أصغر، وأسطُح صلب أخف. وتستهدف تلك الجزازات السوق السكني، وبالعادة يكون السعر أهم نقطة بيع. وتباع تلك الجزازات من خلال متاجر الخصومات وتحسين المنزل، وتتراوح الأسعار بين 100 و400 دولار في السوق الأمريكي، وعادة ما تكون فترة خدمتها بين 7 و10 سنوات. وتستهدف أيضًا الجزازات ذات الأسعار الأعلى المستهلكين السكنيين بشكلٍ أساسي. ولتلك الجزازات خصائص أكثر، وعادة أسطح أثقل من الصلب، أو البلاستيك المُركَب، أوالألومنيوم. وتباع أغلب تلك الجزازات من خلال التجار المستقلين، الذين يقدمون أيضًا خدمات المعدات، وتتراوح الأسعار ما بين 200 و1,000 دولار أمريكي. وتصل فترة خدمة هذه الجزازات إلى عشرين عامًا إذا تمت صيانتها دوريًا. وجزازات العشب من الدرجة التجارية هي أغلى الجزازات الدوارة ثمنًا. و«تستهدف» شركات صيانة الأراضي والمحترفين الآخرين، ولكنها تباع عادة لملاك المنازل كذلك. وتقدم تلك الجزازات أحدث التكنولوجيا وتتضمن خصائص مثل محرك القرص، وفلاتر الزيت، وأسطح ثقيلة جدًا من الصلب، وفي كثير من الأحيان، من الألومنيوم. وتُباع تلك الجزازات من خلال التجار المستقلين الذين يقدمون خدمة المنتج، وبالصيانة الدورية، يمكن أن تصل فترة خدمة هذه الجزازات إلى أكثر من عشرين سنة بكثير. وعادةً ما تتراوح الأسعار ما بين 4,000 إلى 90,000 دولار أمريكي.
وعادةً تأخذ معدات قص الأعشاب المحترفة (المستخدمة من قِبَل المؤسسات الأكبر مثل الجامعات، والملاعب الرياضية، والسلطات المحلية) شكل منصات مكرسة للركوب أكبر بكثير، أو الملحقات الممكن تركيبها على أو خلف وحدة جرار تقليدية («جزازة طاقم»). ويمكن لأي منها أن تستخدم قاصاتٍ بشفراتٍ دوارة أو شفراتٍ أسطوانية، مع العلم بأن الحصول على أسطح مقلمة بجودةٍ عالية يتطلب النوع الأخير. جزازات المساحات الواسعة (WAMs) هي جزازات عشب من الدرجة التجارية لها أسطح تمتد لأي الجوانب، الكثير منهم يصل حتى 12 قدم (3.7 م). ويمكن خفض هذه التمديدات لتقليم المساحات الواسعة، أو رفعها لتقليل عرض الجزازة والسماح بتنقل سهل على طرقات المدن أو المقطورات.

## قضايا السلامة
يمكن أن تُلقي الجزازت الدوارة بالحطام بقوة مفرطة. بالإضافة إلى أن شفرات الجزازات المدفوعة ذاتيًا (بالبنزين أو الكهرباء) يمكنها إصابة المشغل المُهمِل أو الغافل، ولذلك يأتي العديد منها مُجهزًا بـمفتاح القتيل لوقف دوران الشفرات فورًا في حالة عدم التشغيل. في الولايات المتحدة، يدخل 12,000 شخص المستشفي سنويًا بسبب حوادث الجزازات. ويمكن الوقاية من الغالبية العظمى من هذه الإصابات بارتداء الأحذية الواقية عند القص. وتنصح الأكاديمية الأمريكية لطب الأطفال بألا يتم السماح للأطفال دون سن 11 عامًا بقص العشب.

## التأثيرات البيئية
أظهرت دراسة أجريت عام 2001 أن بعض الجزازات تُنتِج في ساعة نفس قدر التلوث (انبعاثات غير ثاني أكسيد الكربون) الذي ينتج عن قيادة سيارة موديل عام 1992 لمسافة 650 ميل (1,050 كم). ويساوي تقدير آخر كمية التلوث من جزازة العشب بأربع أضعاف التلوث من إحدى السيارات، لكل ساعة. وبداية من عام 2011، وضعت وكالة حماية البيئة الأمريكية معايير انبعاثات معدات المروج وتتوقع خفض معدل الانبعاث بنسبة 35 بالمائة على الأقل.
وتنتج الجزازات تلوث ضوضائي بالغ كذلك، ويمكن أن تتسبب في الصمم في حالة استخدامها دون أدوات حماية السمع.

## كتابات أخرى
- Halford, David G. Old Lawn Mowers - Shire publications LTD. 1999.

## وصلات خارجية
- (Directory of manufacturers (dmoz